# Eustaas de Monnik
Eustace de Monnik (ca. 1170 – 24 augustus 1217) was een Franse rover en piraat.
Eustace zou uit een gezin van adel komen, geboren in Bourgondië in Frankrijk en opgevoed in een benedictijnenklooster (van daar 'de Monnik'). Door verraad is hij verbannen uit Bourgondië. Eustace stond al snel bekend als een berucht figuur, een magiër met grote krachten en een van de gevreesde mannen uit zijn tijd. Hij hield zich bezig met het plunderen en laten zinken van schepen in Het Kanaal tussen Engeland en Frankrijk.
Hij bood zijn diensten aan koning Jan van Engeland aan, en zo verscheepte hij manschappen naar het vasteland van Frankrijk, omdat het in oorlog was met dat land. Toen Engelse soldaten zijn basis op de Kanaaleilanden in brand staken, rond 1212, koos hij de kant van Filips II van Frankrijk. Bij het verschepen van Franse manschappen over Het Kanaal voor de Slag bij Sandwich, stuitte Eustace op Engelse zeevaarders, die op 4 augustus 1217 bezit namen van zijn schip en hem onthoofdden.
In de 13e eeuw werden zijn daden beschreven in het manuscript Li Romans de Witasse le Moine, dat door Matthew Paris in het Engels werd vertaald (The Main Chronicle).